# کانون نهادهای سرمایه‌گذاری ایران
کانون نهادهای سرمایه‌گذاری ایران، در واقع یک نهاد خودانتظام (SRO) است که در راستای اجرای ماده ۵۳ قانون بازار اوراق بهادار جمهوری اسلامی ایران مصوب آذرماه ۱۳۸۴ و برمبنای «دستورالعمل تشکیل و ثبت کانون‌های فعال در بازار اوراق بهادار» تشکیل گردیده‌است[۱] و از مصادیق کانون‌های تعریف شده در بند ۵ ماده یک قانون بازار اوراق بهادار محسوب می‌شود. کانون نهادهای سرمایه‌گذاری دارای شخصیت حقوقی و استقلال مالی است و منابع مالی آن از طریق حق عضویت اولیه، حق عضویت سالانه، سپرده‌های اعضا، کمک‌های بلاعوض، درآمد دوره‌های آموزشی و فعالیت‌های پژوهشی، درآمدهای سپرده بانکی، اوراق مشارکت و گواهی سپرده و… تأمین می‌شود. سال مالی کانون از اول دی ماه هر سال آغاز و سی‌ام آذرماه سال بعد پایان می‌یابد. کانون نهادهای سرمایه‌گذاری تشکلی خود انتظام است که در اصل تغییر یافته «مؤسسه توسعه صنعت سرمایه‌گذاری ایران» می‌باشد که پس از موافقت سازمان بورس و اوراق بهادار (سبا) با شماره ثبت ۲۲۱۹۴ در پانزدهم بهمن ۱۳۸۶ به ثبت رسید و در ۱۶ اسفند ۱۳۸۶ فعالیت خود را با دبیرکلی علی ثقفی شروع نموده و در حال حاضر نیز با دبیرکلی سعید اسلامی بیدگی ادامه فعالیت می‌دهد و هدف اصلی خود را ارتقای کارایی و تعمیق بازار اوراق بهادار، تنظیم روابط و توسعه همکاری‌های حرفه‌ای بین اعضاء، اعلان نموده‌است. اعضای کانون نهادهای مالی مشمول ثبت نزد سبا (سازمان بورس و اوراق بهادار) هستند. این نهادها مشتمل بر نهادهای زیر است:
- شرکت‌های سرمایه‌گذاری
- انواع صندوق‌های سرمایه‌گذاری از جمله صندوق‌های بازنشستگی
- شرکت‌های هلدینگ
- شرکت‌های تأمین‌سرمایه
- شرکت‌های مشاور سرمایه‌گذاری
- شرکت‌های سبدگردانی
- شرکت‌های پردازش اطلاعات مالی
- سایر نهادهای مالی

طبق قانون بازار اوراق بهادار جمهوری اسلامی ایران (مصوب ۱ آذر ۱۳۸۴)، کانون‌های کارگزاران، معامله‌گران، بازارگردانان، مشاوران، ناشران، سرمایه‌گذاران و سایر مجامع مشابه، تشکل‌های خودانتظامی هستند که به منظور تنظیم روابط بین اشخاصی که طبق این قانون به فعالیت در بازار اوراق بهادار اشتغال دارند، و طبق دستورالعمل‌های مصوب سازمان بورس و اوراق بهادار به صورت مؤسسه غیردولتی، غیر تجاری و غیرانتفاعی به ثبت می‌رسند.
طبق ماده ۳ این قانون، کانون نهادهای سرمایه‌گذاری ایران عضو شورای عالی بورس و اوراق بهادار است. در سال ۱۳۹۸ در جلسه فرابورس ایران با روسای کانون نهادهای سرمایه‌گذاری ایران و کانون کارگزاران بورس و اوراق بهادار، شیوه اجرایی شدن مقررات بازار پایه ارزیابی شد و مقررات جدید بازار پایه به تصویب رسید.
احراز صلاحیت مدیران صندوق‌ها با مذاکره دبیرکل وقت سعید اسلامی بیدگلی و معاونت معادیخواه با سازمان بورس و اوراق بهادار به کانون سپرده شد.احراز صلاحیت مدیران صندوق

## الزام عضویت نهادهای مالی ثبت‌شده نزد سازمان بورس و اوراق بهادار
طبق مصوبه ۱۸ اسفند ۱۳۹۶ هیئت‌مدیره سازمان بورس و اوراق بهادار، عضویت همه نهادهای مالی مشمول ثبت نزد سبا (سازمان بورس و اوراق بهادار)، در کانون نهادهای سرمایه‌گذاری ایران الزامی شد. این نهادهای عبارتند از:
- شرکت‌های سرمایه‌گذاری
- شرکت‌های هلدینگ
- شرکت‌های تأمین سرمایه
- انواع صندوق‌های سرمایه‌گذاری از جمله صندوق‌های بازنشستگی
- سایر نهادهای سرمایه‌گذاری

اعضای کانون کارگزاران بورس و اوراق بهادار و کانون شرکت‌های سرمایه‌گذاری سهام عدالت از این الزام معاف هستند.